# Jacek Zaim
Jacek Zaim (ur. na Podlasiu) – polski artysta fotograf, uhonorowany tytułem Audio Visual Artiste FIAP (AV-AFIAP). Członek rzeczywisty i Artysta Fotoklubu Rzeczypospolitej Polskiej (AFRP).

## Życiorys
Jacek Zaim związany z lubelskim środowiskiem fotograficznym, mieszka i pracuje w Lublinie – fotografuje od początku lat 70. XX wieku. Od połowy lat 70. XX wieku jest autorem i współautorem wielu prezentacji multimedialnych. Miejsce szczególne w jego twórczości zajmuje fotografia dokumentacyjna oraz fotografia portretowa. Prowadzi liczne spotkania autorskie oraz prezentacje multimedialne. Jego prace były publikowane w wielu wydawnictwach albumowych i książkowych oraz prezentowane w licznych projekcjach multimedialnych.
Jacek Zaim jest autorem i współautorem ponad 150 wystaw fotograficznych; indywidualnych, zbiorowych, poplenerowych, pokonkursowych. Brał aktywny udział w Międzynarodowych Salonach Fotograficznych oraz Międzynarodowych Salonach Audiowizualnych, organizowanych m.in. pod patronatem FIAP, zdobywając wiele medali, nagród, wyróżnień, dyplomów, listów gratulacyjnych. Jest współautorem (wspólnie z pisarką Urszulą Gronowską) spektaklu multimedialnego – Malowane słowem i obiektywem, który w latach 2009–2015 obejrzało ok. 15 000 osób. Diaporama Kaddish jako jedyna w Polsce otrzymała tytuł AV OSCAR. Sześciokrotnie nagrodzony tytułem The Best Author Salon FIAP – Najlepszy Autor Salonu Międzynarodowej Federacji Sztuki Fotograficznej (233/2013, 270/2015, 453/2016, 493/2017, 053/2019, 340/2019).
W 2015 roku został przyjęty w poczet członków Fotoklubu Rzeczypospolitej Polskiej Stowarzyszenia Twórców (legitymacja nr 389). W 2016 roku Międzynarodowa Federacja Sztuki Fotograficznej FIAP przyznała Jackowi Zaimowi tytuł honorowy Audio Visual Artiste FIAP (AV-AFIAP).
Fotografie Jacka Zaima znajdują się m.in. w zbiorach Miejskiej Biblioteki Publicznej w Lublinie. Diaporamy artysty znajdują się m.in. w zbiorach Królewskiej Kolekcji Nagrodzonych Dzieł Sztuki Audiowizualnej – Royal Photographic Society Headquarters, Fenton House w Londynie oraz FIAP AV Collection – Kolekcji Najlepszych Światowych Dzieł Sztuki Audiowizualnej, publikowanych pod patronatem FIAP. W 2019 Jacek Zaim podjął decyzję o zakończeniu działalności fotograficznej.